# 2013 GR136
2013 GR136, também escrito como 2013 GR136, é um objeto transnetuniano que está localizado no Cinturão de Kuiper, uma região do Sistema Solar. Este corpo celeste está em uma ressonância orbital de 4:7 com o planeta Netuno. Ele possui uma magnitude absoluta de 7,8 e tem um diâmetro estimado de 221 km.

## Descoberta
2013 GR136 foi descoberto no dia 4 de abril de 2013 pelo Outer Solar System Origins Survey.

## Órbita
A órbita de 2013 GR136 tem uma excentricidade de 0,080 e possui um semieixo maior de 43,901 UA. O seu periélio leva o mesmo a uma distância de 40,381 UA em relação ao Sol e seu afélio a 47,421 UA.